# Alessandro Lessona
Pour l’article homonyme, voir Lessona (homonymie).
Alessandro Lessona, né le 9 septembre 1891 — ou en 1887 — à Rome et mort le 10 novembre 1991 à Florence, est un homme politique Italien.
Il est l'ultime survivant des gerarchi (dirigeants) fascistes.

## Biographie

### Famille
Il est le fils du juriste Carlo Lessona.

### Jeunesse
Il entre à l'Académie royale d'infanterie et de cavalerie de Modène en 1910 et obtient le grade de sous-lieutenant (sottotenente).
Il participe ensuite à la Première Guerre mondiale, dont il revient obtenu une médaille d'argent pour sa valeur militaire après s'être illustré à Monfalcone en 1915 puis en Macédoine.
Il est envoyé en France dans l'état-major du second corps d'armée puis, après avoir été reçu premier à l'examen d'état-major, est nommé chef de cabinet d'Armando Diaz. Il occupe ces fonctions lors de la marche sur Rome, à laquelle il participe. Il démissionne pour raisons personnelles.

### Carrière politique
Il adhère au Parti national fasciste (PNF), dont il devient le secrétaire fédéral pour Savone.
En 1925, il est chargé d'une mission diplomatique auprès de Zog Ier, qui conclut un traité militaire secret anti-yougoslave avec l'Italie.
Entre 1928 et 1939, il a également été président de la Fédération italienne de tennis (Federazione Italiana Tennis).
Pendant la double décennie du fascisme, il devient l'un des principaux artisans de la politique coloniale italienne: sous-secrétaire au ministère des Colonies de 1929 à 1936, au début de la guerre d'Éthiopie, il joue un rôle majeur pour que le général Emilio De Bono prenne le commandement du front nord et le confie au maréchal italien Pietro Badoglio à la fin de 1935. En avril 1936, il est appelé par Badoglio pour l'accompagner lors de la marche vers Addis-Abeba et de l'entrée dans la ville le 5 mai. Nommé à la tête du ministère des Colonies, il reste en fonction pendant un an et demi, jusqu'à la fin de 1937, et c'est lui qui en change le nom en ministère de l'Afrique italienne.
Déterminé à exploiter pleinement les ressources économiques des colonies, il envoie Luigi Razza et Italo Balbo comme gouverneurs en Libye, bien que ce dernier ne tolère pas ses directives. Initiateur de la politique de séparation raciale entre Blancs et Noirs dans les colonies italiennes, Lessona avait fondé en 1936 le "Corps de police colonial", rebaptisé trois ans plus tard "Corps de police de l'Afrique italienne" (Polizia dell'Africa italiana - PAI) : il était composé de nationaux et d'indigènes africains, en particulier d'àscari, fidèles à la mère patrie italienne et avait des missions de sécurité publique.
C'est à cette époque que Lessona commence à s'opposer au maréchal Rodolfo Graziani pour l'administration des terres conquises. Quelques mois plus tard, il découvre des détournements de fonds flagrants, impliquant directement l'ancien gouverneur de l'Érythrée Emilio De Bono, et ordonne une réécriture du contrat de travaux. L'affaire est portée à l'attention de Mussolini, auprès duquel De Bono a beaucoup plus d'influence que Lessona, et le Duce porte un regard critique sur le ministre, lui demandant de surveiller ses actions.
En l'espace de quelques mois, une longue série de rapports négatifs s'est accumulée sur Lessona, allant de la corruption à l'attribution nonchalante de postes publics, et surtout le soupçon qu'il construisait une véritable domination personnelle en Afrique de l'Est. C'est ainsi que le 19 novembre 1938, Benito Mussolini, s'inspirant de la nomination du duc Amedeo d'Aoste comme vice-roi d'Ethiopie, revendique le ministère de l'Afrique italienne et relève Lessona de toutes ses fonctions institutionnelles, l'évinçant de la vie publique du pays, où il devient professeur titulaire à la faculté de sciences politiques de l'Université de Rome « La Sapienza », où il restera jusqu'à sa retraite.

### Après la guerre
Il est titulaire de la chaire d'« histoire politique coloniale », renommée ensuite en « histoire et institutions des pays afro-asiatiques ».
Au début des années 1950, il s'inscrit au Mouvement social italien (Movimento Sociale Italiano - MSI), néo-fasciste, mais il en est initialement écarté à cause de ses rapports frictionnels avec le président d'honneur du parti, Rodolfo Graziani, et de son absence de soutien à la République sociale italienne.
Il milite alors, entre 1954 et 1955, au Parti monarchique populaire (Partito Monarchico Popolare - PMP), dont il devient le secrétaire pour quelques mois, puis retourne dans les rangs du MSI.
Après que l'historien Angelo Del Boca a affirmé que les troupes italiennes en Éthiopie avaient utilisé durant la guerre d'Éthiopie des gaz contre les Éthiopiens, il nie ces accusations, en défendant le fait que ces armes chimiques n'étaient alors pas interdites dans le cadre d'une guerre coloniale, se faisant ainsi le « défenseur d'une cause perdue » d'après Nicola Labanca. Ce faisant, il regagne la confiance des nostalgiques du fascisme et est élu sénateur aux élections générales de 1963.
Il est membre de la commission de la Défense. Il intervient en séance à propos de la réduction du traitement des militaires. Il critique Charles de Gaulle et réclame une « Europe-patrie » anti-communiste.
Se représentant cinq années plus tard, il n'est pas réélu. Il se retire alors de la vie politique.

## Décorations
- Médaille d'argent de la valeur militaire - Monfalcone, 15 mai 1916
 - Croix du Mérite de la guerre
 - Médaille commémorative de la guerre italo-autrichienne 1915-1918 (4 années de campagne)
 - Médaille commémorative de l'Unité italienne
 - Médaille italienne de la Victoire interalliée
 - Chevalier de la Grande Croix Magistrale de l'ordre souverain de Malte - 5 novembre 1936

## Œuvres
- Cinque giornate in trincea (1916)
- Scritti e discorsi coloniali (1935)
- La missione dell'Italia in Africa (1936)
- L'Africa italiana nel primo anno dell'Impero (1937)
- Verso l'Impero: memorie per la storia del conflitto italo-etiopico (1939)
- L'Africa settentrionale nella politica mediterranea (1940)
- Relazione sulla politica interna e sull'organizzazione del Partito monarchico popolare italiano (1954)
- Memorie (1958)
- In Italia ha vinto il comunismo (1961)
- Crepuscolo nero (1969)
- Un ministro di Mussolini racconta (1973)